# Kankalin
A kankalin (Primula) a kankalinfélék családjának 400–500 fajt tartalmazó nemzetsége. Alacsony növésű, lágy szárú növények tartoznak ide, melyek közül többet dísznövényként is termesztenek. Őshonos az északi félgömb mérsékelt éghajlatú részeitől Etiópia, Indonézia és Új-Guinea trópusi hegységeiig és Dél-Amerika mérsékelt, déli részéig. Az egyéves fajok jellemzően tavasszal virágoznak; a nemzetség neve, Primula a latin primus nőnemű kicsinyítőképzős alakja, arra utalva, hogy tavasszal az elsők között nyílnak virágaik.

## Magyarországonőshonos fajok

### Sudár kankalin
(Primula elatior)
Másik neve: sugárkankalin.
Kaukázusban, Nyugat-Ázsiában, Szibériában, Európában is honos, évelő lágy szárú gyógynövény. A Bükkben, a Mátrában, a Börzsönyben, általában bükkösökben ritka, bár hegyvidéki faj. Védett.

### Szártalan kankalin

Szártalan kankalin

(Primula vulgaris)
Észak-Afrikában, a Kaukázusban, Nyugat-Ázsiában, Európában, Magyarországon a Dunántúlon nem ritka, üde gyertyán- és bükkelegyes erdőkben található meg. Védett növény, de kertekben is telepítik, és termesztése is megoldható. Védett.

### Lisztes kankalin
(Primula farinosa)
Évelő. Levelei hosszúkás visszás tojásdadok, simák. Fonákuk, a kocsány, a csésze és a murvák fehér porral behintettek ("lisztesek"). Pártája lila v. hússzínű-sárga, csöve 5–7 mm hosszú. Hengeres tokja hosszabb a csészénél. Mocsaras, tőzeges réteken, főleg magasabb mészkőhegyeken terem. Az északi megyékben elég gyakori, de előfordul a Dunántúlon is. Védett.

### Cifra kankalin
(Primula auricula subsp. hungarica)
Népies neve: medvefül kankalin, fülvirág.
Évelő. Levelei húsosak, tojásdadok, kopaszok, nem csak a levél, hanem a növény egyéb részei is lisztesek. Pártája sárga, kellemes és erős illatú. Magyarországon az északi hegyvidéken, főleg mészkőhegyeken terem, díszítve azokat. Különböző színű változatai kedvelt kerti virágok. Fokozottan védett.

### Tavaszi kankalin
(Primula veris)
Az egyetlen Magyarországon őshonos (Primula) faj, amelyik nem védett.

### Hosszúvirágú kankalin
Tudományos nevén (Primula halleri) (szinonim: (Primula longiflora). Évelő. Az előbbihez nagyon hasonló, pártájának csöve azonban 20–30 mm és 2–3-szor akkora, mint a csésze. A párta karimája is nagyobb, és toktermése csak akkora, mint a csésze. A többihez hasonló helyeken terem, de előfordulása sokkal ritkább.

### Apró kankalin
Tudományos nevén (Primula minima). Évelő. Szára csak 1–2 virágú. A levél csúcsa egyenesen lecsípett, hegyes fogazott. Pártája nagy, lila vagy rózsaszínű, ritkán fehér. A magas hegyeket kedveli.

### Egyéb fajok
- (Primula austriaca Wettst.),
- (Primula clusiana Tausch.),
- (Primula elatior (L.) Jacq.),
- (Primula intricata Gren. et Godr.),
- (Primula leucophylla Pax.),
- (Primula glutinosa Wulf.),
- (Primula villosuda (Pax) Borb.),

hibrid fajok:
- (Primula benkőiana Borb.),
- (Primula brevifrons Borb.),
- (Primula digenea Kern.),
- (Primula media Peterm.) stb.